# Club Atlético River Plate 1961
Questa voce raccoglie le informazioni riguardanti il Club Atlético River Plate nelle competizioni ufficiali della stagione 1961.

## Stagione
Néstor Rossi arriva come tecnico rimpiazzando Hirschl dopo aver giocato per anni nel River: questo ritorno frutta un terzo posto in campionato.

## Maglie e sponsor
| Casa | Trasferta |

## Rosa

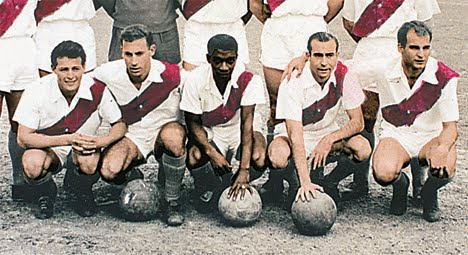
Gli attaccanti del River Plate Pérez, Delém, Moacyr, Pepillo e Roberto

| N. |                      | Ruolo | Calciatore            |
| -- | -------------------- | ----- | --------------------- |
|    | Argentina (bandiera) | P     | Amadeo Carrizo        |
|    | Argentina (bandiera) | P     | Rogelio Domínguez     |
|    | Argentina (bandiera) | P     | Carlos Medrano        |
|    | Argentina (bandiera) | P     | Manuel Ovejero        |
|    | Argentina (bandiera) | D     | Juan Carlos Barberis  |
|    | Brasile (bandiera)   | D     | Décio                 |
|    | Argentina (bandiera) | D     | Víctor Doval          |
|    | Argentina (bandiera) | D     | Marcelo Etchegaray    |
|    | Argentina (bandiera) | D     | Francisco Lombardo    |
|    | Argentina (bandiera) | D     | José Ramos Delgado    |
|    | Argentina (bandiera) | D     | Oscar Rodríguez       |
|    | Argentina (bandiera) | D     | Juan Carlos Schneider |
|    | Argentina (bandiera) | D     | José Varacka          |

| N. |                      | Ruolo | Calciatore            |
| -- | -------------------- | ----- | --------------------- |
|    | Argentina (bandiera) | D     | Carlos Villagarcía    |
|    | Argentina (bandiera) | C     | Nelson López          |
|    | Brasile (bandiera)   | C     | Moacir                |
|    | Argentina (bandiera) | C     | Ermindo Onega         |
|    | Argentina (bandiera) | C     | Héctor Pederzoli      |
|    | Uruguay (bandiera)   | C     | Domingo Pérez         |
|    | Brasile (bandiera)   | C     | Salvador              |
|    | Argentina (bandiera) | C     | Juan Carlos Puntorero |
|    | Brasile (bandiera)   | A     | Delém                 |
|    | Argentina (bandiera) | A     | José Luna             |
|    | Spagna (bandiera)    | A     | Pepillo               |
|    | Brasile (bandiera)   | A     | Roberto               |
|    | Argentina (bandiera) | A     | Alfredo Rojas         |

## Statistiche

### Statistiche di squadra
| Competizione | Punti | Totale | Totale | Totale | Totale | Totale | Totale | DR  |
| Competizione | Punti | G      | V      | N      | P      | Gf     | Gs     | DR  |
| ------------ | ----- | ------ | ------ | ------ | ------ | ------ | ------ | --- |
| PD           | 38    | 30     | 15     | 8      | 7      | 53     | 30     | +23 |
| Totale       | -     |        |        |        |        |        |        | -   |